# Aleksandr Golovin (lottatore)
Aleksandr Sergeevič Golovin (in russo Александр Сергеевич Головин?; 18 settembre 1995) è un lottatore russo, specializzato nella lotta greco-romana.

## Palmarès
- Europei

Roma 2020: bronzo nei 97 kg.
- Giochi europei

Misk 2019: bronzo nei 97 kg.
- Mondiali militari

Tehran 2021: oro nei 97 kg.
- Mondiali U23

Bydgoszcz 2018: oro nei 98 kg.
Bucarest 2018: oro nei 97 kg.
- Europei U23

Istanbul 2018: oro nei 97 kg.